# George Vancouver
George Vancouver (King's Lynn, Norfolk, Inglaterra, 22 de junio de 1757 - Richmond, Surrey, 10 de mayo de 1798) fue un oficial de la Royal Navy y explorador británico, conocido por haber liderado la expedición Vancouver, un viaje de exploración alrededor del mundo en que reconoció en detalle la costa noroeste de América del Norte (actuales estados de Alaska, Washington y Oregón y la provincia canadiense de la Columbia Británica) y también la costa suroeste de Australia.
La ciudad canadiense de Vancouver, en la Columbia Británica, y la estadounidense de Vancouver, en el estado de Washington, llevan en su reconocimiento su nombre.

## Biografía
George Vancouver fue el sexto hijo de John Gasper van Couverden y de Bridget Bernes. Su apellido es una contracción del nombre original neerlandés van Couverden (de su villa natal, Coevorden en los Países Bajos).
George Vancouver entró en la Marina Real Británica a los 13 años y en 1772, cuando solamente contaba con 15, se embarcó como guardiamarina a bordo del HMS Resolution, en el segundo viaje (1772-75) del entonces capitán James Cook a lo largo del mundo. También acompañó a Cook en su tercer viaje (1776-79), esta vez a bordo del barco gemelo del Resolution, el HMS Discovery.
A su regreso a Gran Bretaña en 1779, Vancouver fue nombrado teniente y se le envió a bordo de la corbeta HMS Martin y luego se le encomendó el mando de varios buques de guerra. No volvería a su faceta de explorador hasta que en 1791 se le encargó recorrer y cartografiar las costas del Pacífico de América del Norte, el tramo de costa de lo que ahora es Washington y Oregón en dirección norte, cosa que hizo en su expedición en el HMS Discovery entre 1791 y 1794.
En esa época, se volvió a especular sobre la existencia de una ruta marítima que uniese los océanos Atlántico y Pacífico a través de América del Norte (el famoso Paso del Noroeste).

## Exploraciones de Vancouver (1791-95)

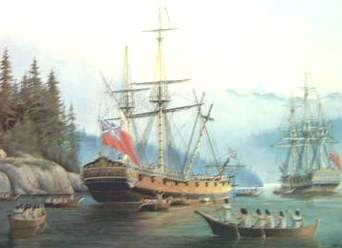
Una recreación del barco HMS Discovery

Partió de Inglaterra en abril de 1791 al mando de una expedición compuesta por dos barcos, el HMS Discovery y el HMS Chatham que tenía por cometido explorar la región del Pacífico y también formalizar en la isla de Nutca (en la costa oeste de Norteamérica), con una misión española enviada al efecto, los acuerdos de la primera Convención de Nutca. En su primer año, la expedición viajó a Ciudad del Cabo y siguió por Australia, Nueva Zelanda, Tahití y China, recogiendo muestras botánicas y cartografiando las costas en el camino. Luego se dirigió hacia América del Norte, siguiendo en dirección norte las costas de lo que ahora son los estados de Washington y Oregón. En abril de 1792 se encontró con el comerciante y capitán estadounidense Robert Gray, de Boston, frente a las costas de Oregón, justo después de que Gray hubiese remontado el río Columbia. Gray realizaba viajes de exploración relacionados con el comercio de pieles de animales marinos (en especial, nutrias marinas) e informó a Vancouver que había descubierto la desembocadura de un gran río, al que llamó el río Colombia por ser el nombre de su embarcación, pero Vancouver decidió no continuar sus reconocimiento en ese río, ya que no tenía suficiente confianza en los informes de Gray.
Vancouver entró en el estrecho de Juan de Fuca, entre la isla de Vancouver y la parte continental del estado de Washington, el 29 de abril de 1792. Sus órdenes incluían el reconocimiento de cada entrante y saliente en la costa oeste del continente, en todo el camino hacia el norte hasta Alaska y pasó gran parte del verano reconociendo la gran isla que ahora lleva su nombre. La mayor parte de ese trabajo se hizo desde pequeños botes impulsados por remos y vela, porque las maniobras de veleros más grandes en aguas desconocidas, en general, son poco prácticas y peligrosas debido a las fuertes corrientes de marea. 
Vancouver fue el primer europeo en entrar el 13 de junio de 1792 en el Burrard Inlet (más allá de Stanley Park), la zona del puerto principal de la actual ciudad de Vancouver. Lo nombró en reconocimiento de su amigo Sir Harry Burrard-Neale, 2.º barón de Burrard-Neale. Reconoció también en los siguientes nueve días el Howe Sound y el Jervis Inlet, antes de regresar a punta Grey (en la actualidad, el sitio de la Universidad de la Columbia Británica) el 22 de junio de 1792 (el 35.º cumpleaños de Vancouver). Allí se reunió, de forma inesperada, con una expedición española dirigida por Dionisio Alcalá Galiano y Cayetano Valdés y Flores y quedó «mortificado» (su palabra) al saber que ya tenían una primera carta del estrecho de Georgia, basada en un viaje que los españoles habían realizado el año anterior, una campaña de reconocimiento de José María Narváez bajo el mando de Francisco de Eliza. 
Durante tres semanas, en cooperación, españoles e ingleses exploraron el estrecho de Georgia y las islas Discovery antes de seguir caminos separados. Vancouver bautizó muchos accidentes geográficos con los nombres de su tripulación, como el estrecho de Puget, el monte Baker y el Burrard Inlet. Sin embargo, como los navegantes españoles también habían estudiado la región, Vancouver respetó varios nombres ya atribuidos por los españoles, como la isla Galiano. 
Después de haber completado el viaje alrededor de la isla, Vancouver, en el otoño de 1792, se dirigió a Friendly Cove, en aguas del estrecho de Nutca, una cala de la costa del Pacífico de la isla de Vancouver donde los españoles mantenían desde hacía algunos años un puesto, para encontrarse con el militar y explorador español Juan Francisco de la Bodega y Quadra (1743–94). Los gobiernos de España y Gran Bretaña había organizado esa reunión para permitir la discusión de las pretensiones de ambos países en el territorio de la costa del Pacífico de América del Norte. Las relaciones entre Vancouver y Quadra fueron tan amigables que se intercambiaron los mapas que habían hecho y acordaron proponer como nombre de la gran isla (ahora isla Vancouver) como «isla de Quadra y Vancouver» [Quadra and Vancouver Island]. (Años más tarde, cuando la influencia española declinó, el nombre fue reducido simplemente a la isla de Vancouver.).
Quadra tenía instrucciones de ofrecer a Vancouver que la frontera entre los territorios británicos y españoles fuese el estrecho de Juan de Fuca, lo que requeriría la retirada de los españoles de Friendly Cove. Vancouver, sin recibir instrucciones de Londres, y no deseando poner en peligro la posición de su país, declinó la oferta y los dos hombres decidieron remitir la cuestión a sus respectivos gobiernos. La histórica reunión entre Vancouver y Quadra tuvo lugar en el territorio tradicional de los Nuu-Chah-nulth, un pueblo originario americano que entonces llamaban los nutca. El gran jefe Macuina desempeñó el papel de anfitrión, aumentando su riqueza y prestigio entre los demás pueblos indígenas de la región.
En octubre de 1792, al regresar a Nutca después de reunirse con Bodega, Vancouver decidió enviar al teniente William Robert Broughton en el HMS Chatham para explorar el río Columbia, ya convencido de la veracidad de los informes de Robert Gray. Broughton remontó el río un centenar de kilómetros y tomó posesión para la Gran Bretaña y Vancouver creyó que era el primer europeo en navegar el río Columbia, ignorante de las nuevas exploraciones de Gray después de su reunión. Broughton logró llegar hasta la garganta del río Columbia, avistando y nombrando el monte Hood. Después de una visita a la California española, Vancouver pasó el invierno en un viaje de exploración de las islas Sandwich (Hawái). 
Al año siguiente volvió a la Columbia Británica y se dirigió hacia el norte, no coincidiendo con el explorador Alexander MacKenzie, que había completado el primer viaje a través del continente por tierra, por solo 48 días. Llegó hasta los 56°N, pero puesto que las partes más septentrionales ya habían sido explorada por Cook, navegó hacia el sur hasta California, con la esperanza de encontrar a Bodega y cumplir con su misión, pero el español ya no estaba allí. Volvió a pasar el invierno en las islas Sandwich. 
En 1794, fue por vez primera a la ensenada de Cook, el punto más septentrional de su exploración, y desde allí siguiendo la costa hacia el sur hasta la isla Baranof, que había visitado el año anterior. Luego, partió hacia Gran Bretaña bordeando el cabo de Hornos, regresando en septiembre de 1795, y completando así una circunnavegación.

## Regreso a Inglaterra y muerte

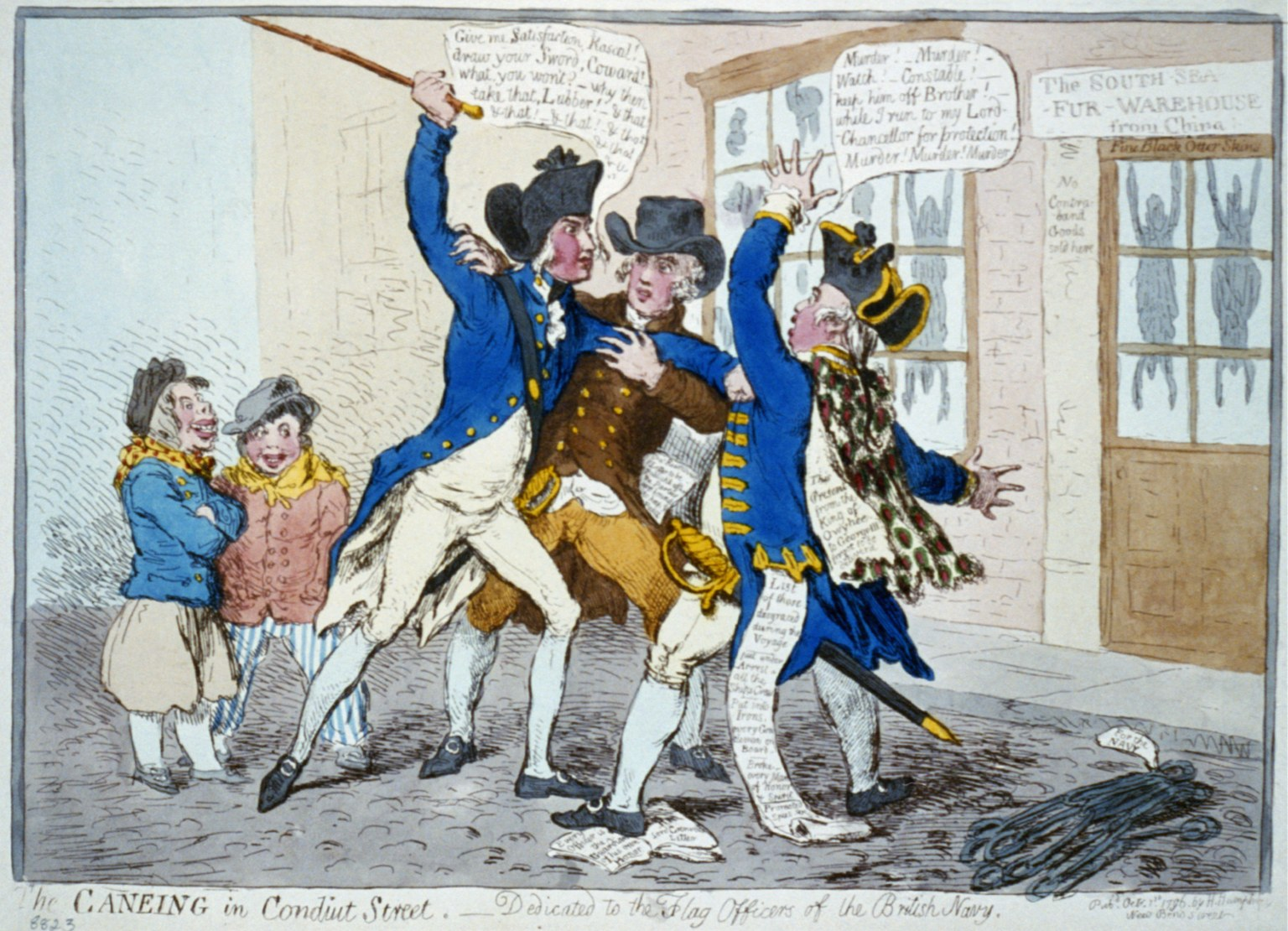
The Caneing in Conduit Street (1796), una caricatura de James Gillray sobre el asalto a Vancouver en la calle.

Vancouver tuvo que enfrentar muchas dificultades al regresar a casa en septiembre de 1795: el políticamente bien conectado naturalista Archibald Menzies se quejó de que su servidor había puesto en servicio durante una emergencia de a bordo; el maestro de vela Joseph Whidbey hizo una reclamación para que le pagasen como astrónomo de la expedición; y Thomas Pitt, 2.º Barón de Camelford, a quien Vancouver había castigado por numerosas infracciones y, finalmente, enviado a casa en desgracia, lo retó a un duelo y contribuyó a crear un clima que provocó una tibia recepción de Vancouver. Vancouver fue duramente atacado en los periódicos y fue asaltado en la calle por el propio Pitt.
Se retiró con la intención de trabajar en la redacción del relato de sus viajes, pero murió sin acabarlo en mayo de 1798, en la oscuridad, con poco más de 40 años, tres años después de completar su viaje. Uno de los mayores navegantes de Gran Bretaña yace en una modesta tumba que se encuentra en el cementerio de St. Peters, Petersham, Surrey, en el sur de Inglaterra. La narración de sus viajes fue completada y publicado ese mismo año 1798 por su hermano John.

## Legado

### Navegación
Vancouver determinó que el Paso del Noroeste no existía en las latitudes que habían sido sugeridas. Sus cartas de la costa noroeste de América del Norte eran tan extremadamente precisas que sirvieron como referencia fundamental para la navegación costera durante generaciones. Robin Fisher, académico y vicepresidente del Mount Royal College de Calgary, autor de dos libros sobre Vancouver, señala: 

Él [es decir: Vancouver] puso la costa noroeste en el mapa... Dibujó un mapa de la costa noroeste que era exacto hasta la enésima potencia, hasta el punto que aún se utiliza en el siglo XX como una ayuda a la navegación. Esto es raro en un mapa de esas fechas.
He [ie: Vancouver] put the northwest coast on the map...He drew up a map of the north-west coast that was accurate to the nth degree, to the point it was still being used into the 20th century as a navigational aid. That's unusual for a map that early.
Robin Fisher

Vancouver, sin embargo, no logró descubrir dos de los ríos más grandes e importantes en la costa del Pacífico, el río Fraser y el río Columbia. (También se perdió el río Skeena, cerca de Prince Rupert, en el norte de la Columbia Británica). A pesar de que Vancouver supo del río Columbia antes de que terminar su campaña de reconocimiento —por Robert Gray, el capitán del barco mercante norteamericano Columbia, que fue el primero en navegar en el río el 11 de mayo de 1792 (Gray había visto por primera vez el río en un primer viaje en 1788)— el río Fraser nunca apareció en sus cartas. Stephen R. Bown, señaló: 

Cómo pudo Vancouver pasar por alto esos ríos, mientras cartografió con precisión cientos de comparativamente insignificante entrantes, islas y arroyos es difícil de entender. Lo cierto es que su fracaso en detectar el Columbia tuvo grandes implicaciones para el desarrollo político futuro de la costa noroeste del Pacífico...
How Vancouver could have missed these rivers while accurately charting hundreds of comparatively insignificant inlets, islands, and streams is hard to fathom. What is certain is that his failure to spot the Columbia had great implications for the future political development of the Pacific Northwest....
 Stephen R. Bown. Mercator's World (noviembre / diciembre de 1999) 

Si bien es difícil comprender cómo Vancouver se perdió el río Fraser, la mayoría del delta de este río está sujeto a inundaciones y crecidas en el verano lo que pudo impedir que el capitán detectase cualquiera de sus grandes canales cuando navegaba costeando desde punta Roberts hasta punta Grey en 1792. Los españoles, que precedieron a Vancouver en 1791, también se habían perdido el río Fraser, a pesar de que sabían por el penacho de barro que había un importante río en las inmediaciones.

### Relación con los aborígenes
Vancouver estableció, en general, buenas relaciones tanto con los nativos como con los extranjeros no europeos. A pesar de la larga historia de guerras entre Gran Bretaña y España, Vancouver mantuvo excelentes relaciones con sus homólogos españoles, festejando incluso a un capitán de barco español a bordo de la fragata de la HMS Discovery durante su viaje de 1792 a la región de Vancouver. Mientras el capitán Vancouver desempeñó un innegable papel en la serie final de las convulsiones en la vida nativa en la costa del Pacífico de Norteamérica —ya que sus exploraciones abrieron la costa noroeste a la exploración europea, y a largo plazo tuvo un efecto negativo en las primeras naciones y sus culturas—, las noticias históricas muestran que Vancouver mantuvo buenas relaciones con los líderes indígenas, tanto en Hawái —donde los líderes nativos cedieron Hawái a Vancouver en 1794—, como en el Pacífico Noroeste. Los diarios de Vancouver muestran un alto grado de sensibilidad hacia los nativos: una vez escribió sobre la exploración de una pequeña isla en la costa de Alaska de un importante lugar de enterramiento estaba marcado por un sepulcro de "carácter singular" ["peculiar character"] listada con tablas y fragmentos de instrumentos militares que se extendían a una cercana caja cuadrada, cubierta de esteras. Vancouver señala: 

Esto, naturalmente, conjeturó contenían los restos de una persona de importancia, y levantó la curiosidad de algunos de nuestro grupo, pero como un examen más detenido no podía haber servido para nada útil, y podría haber dado el recelo y el dolor de los amigos del fallecido, debería ser su costumbre de visitar los depósitos de sus muertos, no me parecía correcto que fuese molestado.
This we naturally conjectured contained the remains of some person of consequence, and it much excited the curiosity of some of our party; but as further examination could not possibly have served any useful purpose, and might have given umbrage and pain to the friends of the deceased, should it be their custom to visit the repositories of their dead, I did not think it right that it should be disturbed.
Vancouver 

Vancouver también muestra por escrito desprecio en sus diarios hacia los comerciantes occidentales sin escrúpulos que proporcionaban armas a los nativos: 

Me siento extremadamente obligado a declarar aquí, que muchos de los comerciantes de todo el mundo civilizado no sólo han seguido una línea de conducta diametralmente opuesta a los verdaderos principios de la justicia en sus relaciones comerciales, sino que han fomentado las discordias, y han provocado las quejas entre las diferentes tribus, a fin de aumentar la demanda para sus ingenios destructivos .... Han estado igualmente dispuestos a instruir a los nativos en el uso de armas europeas de todo tipo; y han mostrado, con su propio ejemplo, que consideran la ganancia su único objetivo; y tanto si esta se adquiere por medios justos y honorables, o de lo contrario, mientras la ventaja sea segura, la manera cómo se obtiene parece haber sido, con demasiados de ellos, solo una consideración muy secundaria.
I am extremely concerned to be compelled to state here, that many of the traders from the civilised world have not only pursued a line of conduct, diametrically opposite to the true principles of justice in their commercial dealings, but have fomented discords, and stirred up contentions, between the different tribes, in order to increase the demand for these destructive engines....They have been likewise eager to instruct the natives in the use of European arms of all descriptions; and have shewn by their own example, that they consider gain as the only object of pursuit; and whether this be acquired by fair and honourable means, or otherwise, so long as the advantage is secured, the manner how it is obtained seems to have been, with too many of them, but a very secondary consideration.
Vancouver

Robin Fisher señala que sus «relaciones con los grupos aborígenes fueron en general pacíficas; y, de hecho, su campaña detallada no habría sido posible si hubieran sido hostiles». («relationships with aboriginal groups were generally peaceful; indeed, his detailed survey would not have been possible if they had been hostile») Aunque hubo incidentes hostiles al final de la última temporada de Vancouver —el más grave un enfrentamiento con tlingits en el canal de Behm, en el sureste de Alaska, en 1794— estas fueron las excepciones a la exploración de Vancouver de los EE. UU. y la costa del noroeste de Canadá.

## Monumentos

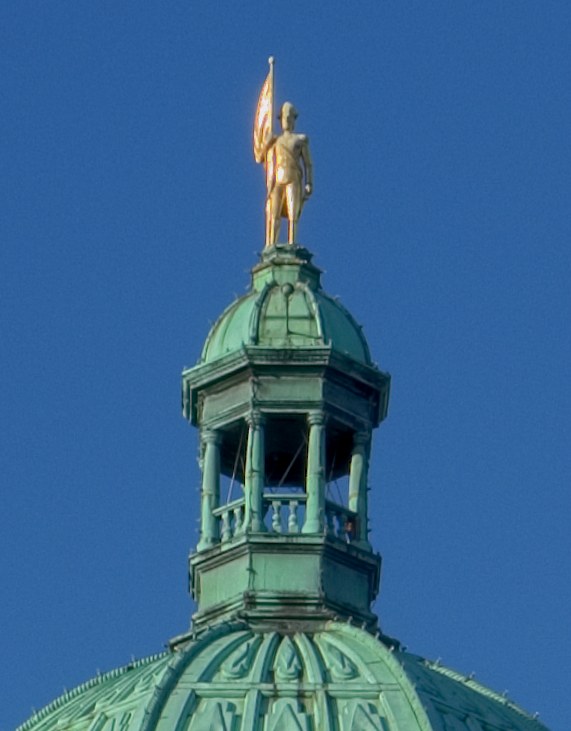
Una estatua de George Vancouver de tamaño natural, recubierta de oro, corona la cúpula de los Edificios del Parlamento de Columbia Británica, en Victoria Victoria.

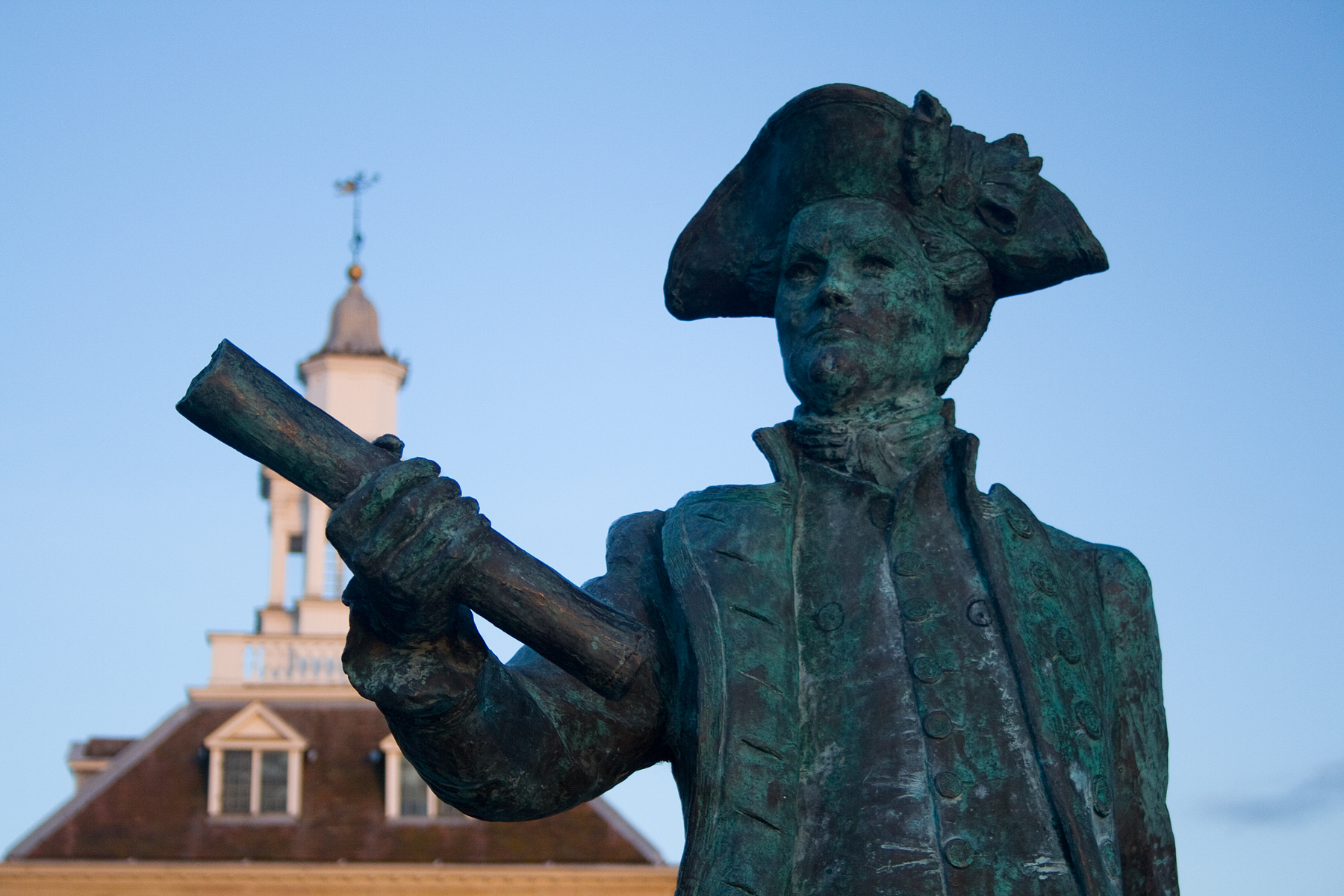
Estatua de George Vancouver en King's Lynn.

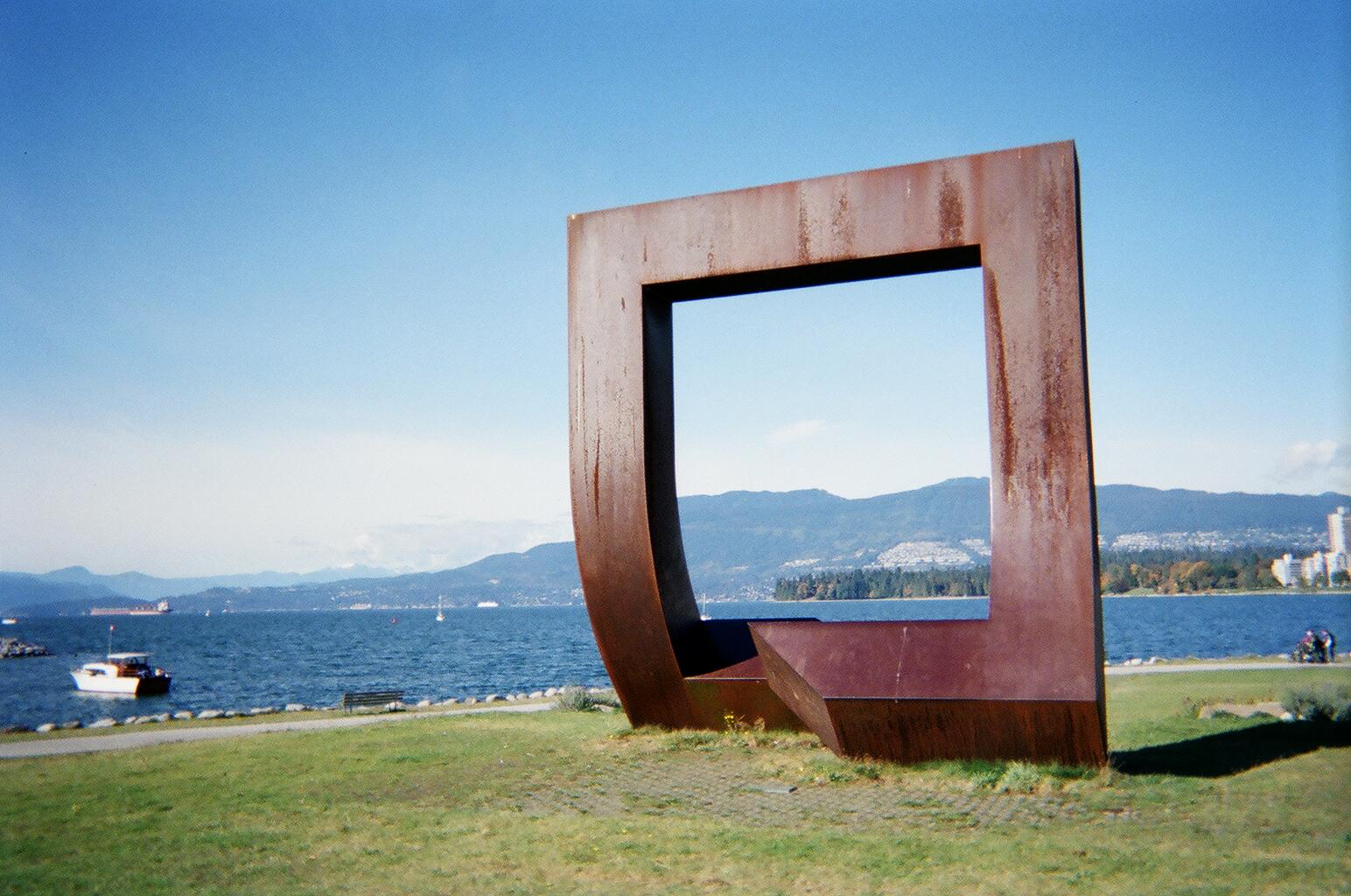
Estatua conmemorativa al capitán George Vancouver, realizada por el artista de Vancouver Alan Chung Hung (1980).

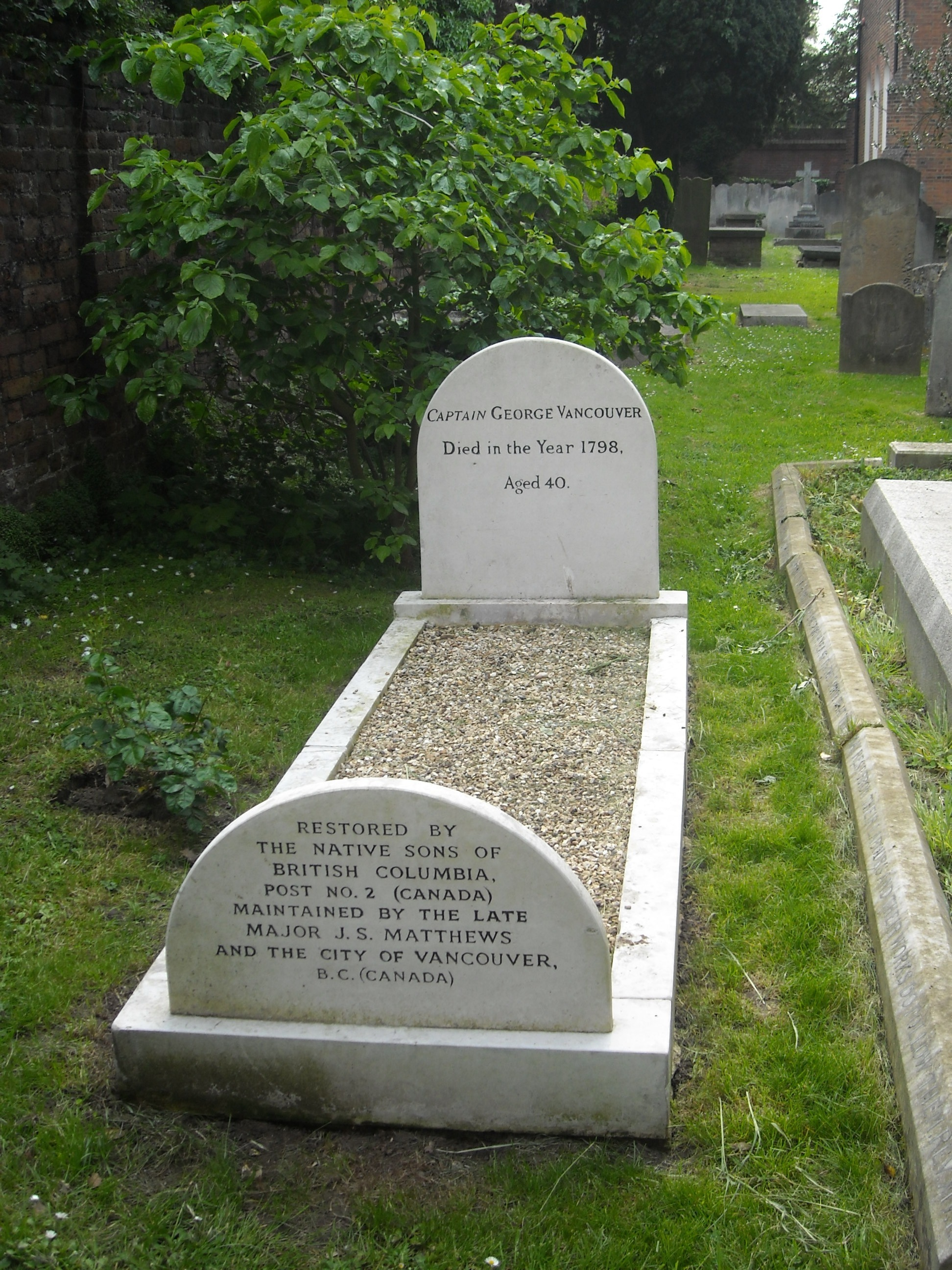
Tumba de George Vancouver, St. Peter's Church, Petersham, Londres.

Muchos lugares geográficos han recibido el nombre de George Vancouver, en particular: 
- la isla de Vancouver, en Canadá;
- el Fort Vancouver, un puesto comercial de la Compañía de la Bahía de Hudson, en 1825;
- la ciudad canadiense de Vancouver, Columbia Británica, Canadá;
- la ciudad estadounidense de Vancouver, Washington, USA;
- la península de Vancouver , Australia;
- el monte Vancouver, la octava montaña más alta de Canadá;
- la bahía de Vancouver, en el Jervis Inlet, nombrada en su honor por el capitán G.H. Richards cuando redescubrió la zona en 1860.

También hay muchos monumentos en su honor y ha recibido muchos reconocimientos de variada forma:
- Estatuas frente del Vancouver City Hall, en King's Lynn y coronando la cúpula de los Edificios del Parlamento de Columbia Británica.
- Un centro comercial (Vancouver Quarter Shopping Centre) lleva su nombre en su ciudad natal de King's Lynn.
- El servicio postal de Canadá (Canada Post) publicó el 26 de abril de 1978 una pareja de sellos de 14 céntimos para conmemorar el 200.º aniversario de la llegada del capitán Cook al estrecho de Nutca en la isla de Vancouver. George Vancouver era un miembro de la tripulación en ese viaje.
- Una estatua conmemorativa, llamada "Gate to the Northwest Passage" [Puerta del Paso del Noroeste] del artista de Vancouver Alan Chung Hung, fue encargada por Parques de Canadá y erigida en marzo de 1980 cerca del Museo Marítimo de Vancouver, en el parque Vanier, en la apertura de False Creek.
- El servicio postal de Canadá emitió el 17 de marzo de 1988 un sello de 37 céntimos, Vancouver Explores the Coast [Vancouver explora la costa]. Fue una serie de cuatro sellos emitidos en honor de Exploration of Canada - Recognizers [Exploración de Canadá - Reconocedores].
- El servicio postal de Canadá emitió el 22 de junio de 2007 un sello de $1,55 para conmemorar el 250.º aniversario del nacimiento de Vancouver. El sello tiene una imagen en relieve de Vancouver, visto desde atrás, mientras mira hacia una línea de montañas. Este puede ser el primer sello canadiense que no muestra la cara del sujeto.[18]

### Conmemoración del 250.º aniversario
El viernes 22 de junio de 2007 la ciudad de Vancouver, en Canadá, organizó una celebración en el Museo Marítimo de Vancouver para recordar el 250.º aniversario del nacimiento de Vancouver. La ceremonia, de una hora, incluyó la presentación de un enorme de pastel de zanahoria (63 por 114 cm), el disparo de salvas por el 15.º Regimiento de Artillería de Canadá y la actuación de la Banda de Bomberos de Vancouver.
El alcalde de Vancouver, Sam Sullivan, declaró oficialmente que el 22 de junio de 2007 era el «día de Georges» («George Day»). Larry Grant, un anciano nativo musqueam, que asistió a las festividades reconoció que algunos de su pueblo podrían rechazar su presencia aquí, pero señaló: 

Muchas personas no sienten que los pueblos aborígenes deban celebrar esta ocasión... creo que ha ayudado al mundo y eso es parte de lo que somos. Ese es el legado de nuestro pueblo. Somos generosos hasta el extremo. El legado es fuerte y bueno, en el sentido de que sin las primeras naciones trabajando con los colonos, esto (British Columbia) no habría sido parte de Canadá, para empezar y Gran Bretaña sería más pobre por ello.
Many people don't feel aboriginal people should be celebrating this occasion...I believe it has helped the world and that's part of who we are. That's the legacy of our people. We're generous to a fault. The legacy is strong and a good one, in the sense that without the first nations working with the colonials, it [B.C.] wouldn't have been part of Canada to begin with and Britain would be the poorer for it.
Larry Grant

## Miembros de la expedición de Vancouver
- Archibald Menzies, naturalista, asumió las tareas de médico de la expedición
- William Robert Broughton
- Zachary Mudge
- Peter Puget
- Joseph Baker
- Robert Barrie
- Spelman Swaine
- Edward Roberts
- Joseph Whidbey
- Thomas Pitt, 2.º barón de Camelford, sobrino del primer ministro
- Thomas Manby
- Towereroo

Puede consultarse en Muster Table of His Majesties Sloop The Discovery

## Obras de George Vancouver

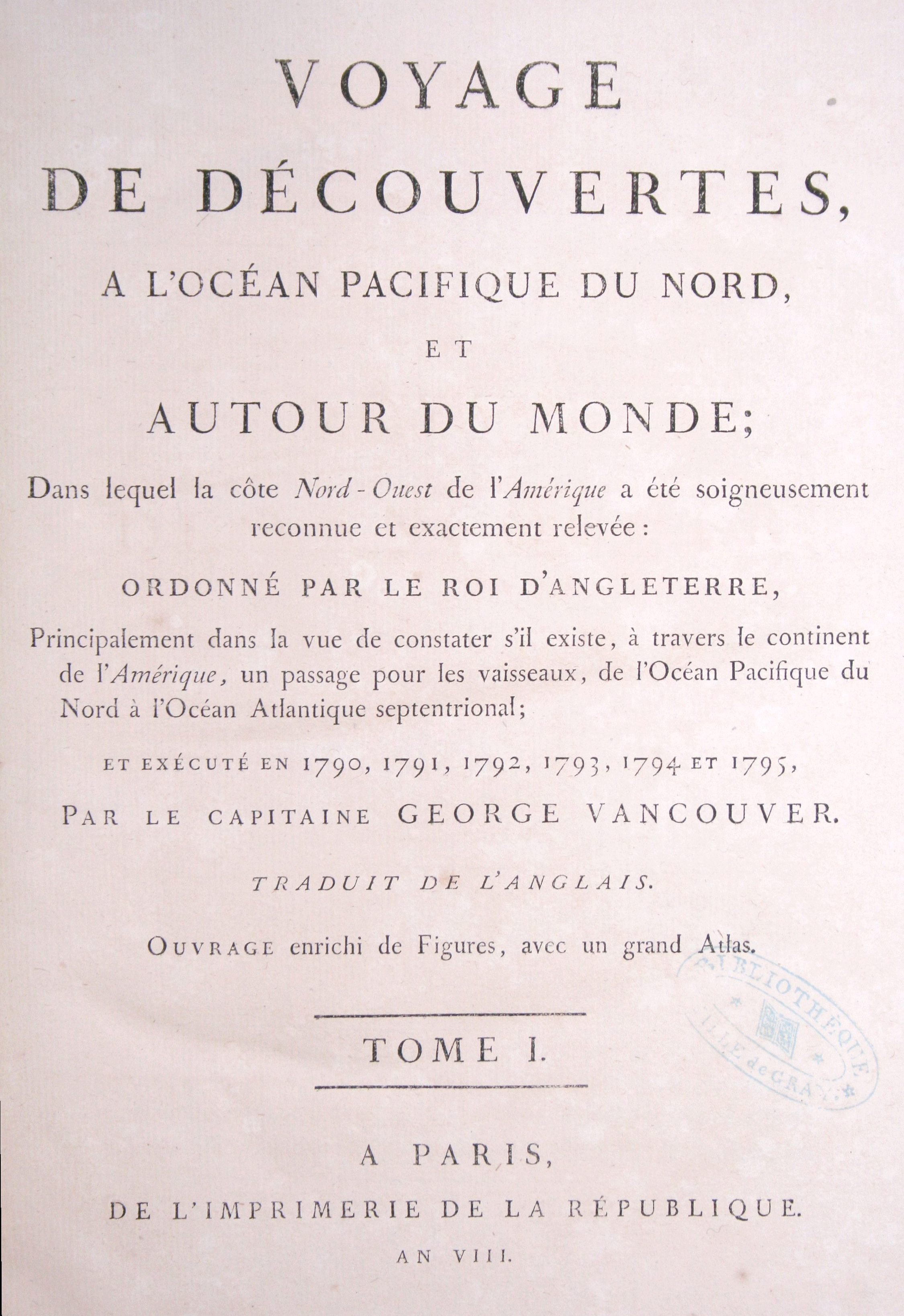
Portada de una edición en francés publicada en París del libro de viajes de Vancouver.

- Voyage Of Discovery To The North Pacific Ocean, And Round The World In The Years 1791-95, de George Vancouver ISBN 0-7812-5100-1. Original escrito por Vancouver y completado por su hermano John, publicado en 1798. Editado en 1984 por W. Kaye Lamb y renombrado The Voyage of George Vancouver 1791-1795.

El análisis posterior de W. Kaye Lamb de la exploración de Vancouver fue publicado por la Hakluyt Society de Londres, Inglaterra.